# Cycas elephantipes
Cycas elephantipes A.Lindstr. & K.D. Hill, 2003 è una pianta appartenente alla famiglia delle Cycadaceae, endemica della Thailandia.

## Descrizione
È una cicade con fusto eretto, alto sino a 1–3 m e con diametro di 15–20 cm.
Le foglie, pennate, lunghe 100–160 cm, sono disposte a corona all'apice del fusto e sono rette da un picciolo lungo 20–45 cm; ogni foglia è composta da 75-300 paia di foglioline lanceolate, con margine leggermente ricurvo, lunghe mediamente 15–25 cm, di colore grigio-verde, inserite sul rachide con un angolo di 45-50°.
È una specie dioica con esemplari maschili che presentano microsporofilli disposti a formare strobili terminali di forma ovoidale, lunghi 30–55 cm e larghi 12–16 cm ed esemplari femminili con macrosporofilli che si trovano in gran numero nella parte sommitale del fusto, con l'aspetto di foglie pennate che racchiudono gli ovuli, in numero di 2-4.
I semi sono grossolanamente ovoidali, ricoperti da un tegumento di colore giallo.

## Distribuzione e habitat
È diffusa sui massicci e gli altopiani thailandesi.

Prospera su alti terreni di arenaria, abbondante nelle foreste aperte e chiuse.

## Conservazione
La IUCN Red List classifica C. elephantipes come specie in pericolo di estinzione (Endangered).

La specie è inserita nella Appendice II della Convention on International Trade of Endangered Species (CITES)